# 豊田市福祉センター
豊田市福祉センター（とよたしふくしセンター）は、愛知県豊田市錦町にある福祉施設。

## 概要
2005年（平成17年）に県が発表した「県内にある11件全ての勤労会館を順次廃止する」という計画のもと2007年（平成19年）3月末で閉館。名称は「豊田勤労福祉会館」であったが、豊田市に管理が移管して建物を改修しリニューアルオープンした。ホールは575席を持ち演奏会や講義に利用される。他の勤労会館のような体育館はないので注意が必要。
- 大ホール - 通常575席（固定席545 + 可動席26席 + 車椅子用4席）+　親子部屋2部屋からも舞台を観覧可能（25人）
- 介護実習室
- 会議室14室
- 喫茶コーナー

## 交通アクセス
- 名鉄三河線 上挙母駅より徒歩で約12分。
- とよたおいでんバス：中心市街地玄関口線「豊田市福祉センター」バス停下車。
- 駐車場（無料）